# Lahntal
Lahntal – miejscowość i gmina w Niemczech, w kraju związkowym Hesja, w rejencji Gießen, w powiecie Marburg-Biedenkopf, leżąca nad rzeką Lahn. Ludność wynosi 6776 mieszkańców (30 czerwca 2015), a powierzchnia 40,49 km².

## Współpraca
Miejscowości partnerskie:
- Stara Kiszewa, Polska
- Sussargues, Francja